# Nacht von Sevilla
Als Nacht von Sevilla (oder als Thriller von Sevilla) wird das Halbfinale der Fußball-Weltmeisterschaft 1982 in Spanien am 8. Juli 1982 im Estadio Ramón Sánchez Pizjuán in Sevilla bezeichnet. Die deutsche Fußballnationalmannschaft gewann gegen die Nationalmannschaft Frankreichs nach Verlängerung im Elfmeterschießen. Es war das erste Spiel bei einer Weltmeisterschaft, das im Elfmeterschießen entschieden wurde. Aufgrund des dramatischen Spielverlaufs wird dieses Spiel oft mit dem Jahrhundertspiel 1970 gegen Italien verglichen, das die Bundesrepublik 3:4 nach Verlängerung verlor.

## Hintergrund
Die deutsche Mannschaft war jeweils als Gruppensieger aus den beiden ersten Finalrunden hervorgegangen, nach der Niederlage gegen Algerien im ersten Spiel und dem sogenannten Nichtangriffspakt von Gijón, dem Spiel gegen Österreich, ebenfalls in der ersten Runde. Im Halbfinale traf man auf Frankreich, das seine beiden Spiele der zweiten Finalrunde gewonnen hatte. Dabei verhalf dem Trainer Michel Hidalgo der Zufall bei der Entstehung des „magischen Vierecks“ im französischen Mittelfeld: Weil Kapitän Michel Platini im ersten Spiel der zweiten Hauptrunde gegen Österreich (1:0) wegen eines „Pferdekusses“ pausieren musste, rückte Jean Tigana für ihn ins Team. In der Partie gegen Nordirland stellte Hidalgo erstmals im Mittelfeld das Quartett Michel Platini, Alain Giresse, Jean Tigana und Bernard Genghini auf, also unter anderem drei klassische Spielmacher (Platini, Giresse, Genghini). Dieses Quartett lief dann auch in Sevilla auf und brillierte.

## Spielverlauf
Pierre Littbarski brachte die deutsche Mannschaft in der 17. Spielminute in Führung. Neun Minuten später verwandelte Michel Platini einen berechtigten Elfmeter für Frankreich zum 1:1. In der Zeit nach dem Ausgleich wurde das Spiel hektischer, zahlreiche Fouls und Nickeligkeiten prägten das Spiel. Insbesondere der deutsche Torwart Toni Schumacher agierte sehr ungehalten auf die leichten Provokationen der französischen Spieler. Unrühmlicher Höhepunkt des Spiels war der unglückliche Zusammenstoß zwischen Schumacher und Patrick Battiston in der 57. Spielminute, bei dem Battiston schwer verletzt wurde und mehrere Minuten bewusstlos am Boden lag, während Schumacher unverletzt blieb und der Schiedsrichter auf Abstoss entschied.
In der zweiten Halbzeit war Frankreich spielerisch überlegen, konnte mehrere Chancen aber nicht zur Führung nutzen. Deutschland hielt mit Kampf dagegen. In der 83. Minute traf der Franzose Manuel Amoros mit einem 25-Meter-Schuss die deutsche Querlatte. In der Schlussminute hätte Fischer fast den Siegtreffer für die Deutschen erzielt.
In der Verlängerung gingen die Franzosen durch Marius Trésor schon nach zwei Minuten in Führung. Alain Giresse erhöhte sechs Minuten später auf 3:1. Einige Minuten später wurde ein Kopfballtor Fischers nicht anerkannt, da das Schiedsrichtergespann auf Abseits entschied.
Mit Karl-Heinz Rummenigge, der immer noch an den Folgen einer Oberschenkelzerrung litt und erst in der siebten Minute der Verlängerung eingewechselt wurde, kam die Wende: Er traf zum 2:3 und Klaus Fischer in der zweiten Halbzeit der Verlängerung (108. Minute) per Fallrückzieher zum 3:3. Dieser Treffer wurde später zum Tor des Jahres 1982 gewählt. Bei diesem Unentschieden blieb es auch nach 120 Minuten, sodass erstmals bei einer WM ein Elfmeterschießen über das Weiterkommen entscheiden musste.
Während des Elfmeterschießens lag Deutschland erst zurück, da Uli Stielike beim Stande von 2:3 mit seinem Elfmeter scheiterte. Toni Schumacher hielt die Schüsse von Didier Six und Maxime Bossis, und Horst Hrubesch, der nach dem Spiel gegen England schon abreisen wollte, schoss die deutsche Elf letztendlich ins Finale.

## Schumachers Aktion gegen Battiston
Der deutsche Torwart Toni Schumacher fiel schon in der ersten Halbzeit durch aggressives und unsportliches Verhalten auf. Kurz nach dem Ausgleich rempelte er beim Ablaufen eines Balles Platini unnötig rüde an. Wenige Augenblicke später rammte er beim Aufnehmen des Balles im Fünf-Meter-Raum den gefallenen Didier Six und drückte diesen zu Boden. Im Aufstehen schubste er ihn von sich weg.
In der 57. Spielminute erlief der in der 50. Minute eingewechselte Patrick Battiston einen Steilpass von Michel Platini und kam an der Strafraumgrenze an den Ball. Da absehbar war, dass Manfred Kaltz als letzter Abwehrspieler Battiston nicht entscheidend stören konnte, stürmte Schumacher aus seinem Tor heraus, direkt auf Battiston zu. Battiston lupfte den Ball über Schumacher hinweg, der im Moment des Schusses noch ca. 5 m vom Schützen entfernt war. Schumacher sprang hoch in den Mann, drehte sich in der Luft und traf Battiston mit seinem Becken am Kopf.
Dieser ging durch die Wucht des Zusammenpralls zu Boden und blieb regungslos liegen. Der Ball verfehlte das Tor. Der Schiedsrichter wertete die Aktion, die sich innerhalb des Strafraums ereignet hatte, nicht als Foul. Da der Ball ohne Schumachers Berührung ins Toraus gerollt war, gab es Abstoß vom deutschen Tor.
Battiston blieb mehrere Minuten bewusstlos am Boden liegen und musste mit angebrochenem Halswirbel und einer Gehirnerschütterung ausgewechselt werden.
Schumacher wurde von französischer Seite vorgeworfen, Battiston bewusst umgerannt und seine Verletzung in Kauf genommen zu haben, als er den Ball nicht mehr erreichen konnte, was im Licht der ersten Halbzeit nachvollziehbar ist. Insbesondere fing er sich harsche Kritik von französischer Seite ein, weil er nach dem Zusammenprall in einiger Entfernung am 5-Meter-Raum stehen blieb, sich dehnte und wartete, den folgenden Abstoß ausführen zu können, während der regungslose Battiston am Boden behandelt wurde.
Des Weiteren hatte Schumacher auf den Hinweis eines Journalisten, dass Battiston Zähne verloren hatte, „Wenn es nur die Jacketkronen sind, die bezahle ich ihm gerne“ geantwortet. Schumacher erklärte im Nachhinein, er habe dies, emotional aufgeputscht durch den Spielverlauf eines Jahrhundertspiels, aus Erleichterung darüber gesagt, dass nicht mehr passiert war.
Zu der Reaktionslosigkeit nach der Aktion äußerte sich Schumacher dahingehend, dass er aus Angst und Unsicherheit gegenüber der aufgeheizten Situation der Szene wegblieb. Später entschuldigte sich Schumacher bei seinem französischen Gegenspieler, wurde aber nicht, wie fälschlicherweise berichtet, zu dessen Hochzeit eingeladen.
Besonders Schumachers Äußerung zum Gesundheitszustand Battistons rief in Frankreich das Bild des bösen Deutschen hervor, so dass Schumacher u. a. als Boche (Schimpfwort für Deutsche) bezeichnet wurde. Man sprach von einem Attentat sur Battiston. In der französischen Presse wurden darüber hinaus nach dem Spiel alte Ressentiments gegen den ehemaligen Kriegsgegner Deutschland wach. Es tauchten dort unter anderem die Worte „Panzer“, „Gestapo“, „Schumacher SS“ und „Nazis“ auf. Die französische Sportzeitschrift L’Équipe schrieb „Toni Schumacher, Beruf Unmensch“. Der französische Präsident François Mitterrand und der deutsche Bundeskanzler Helmut Schmidt sahen sich angeblich genötigt, eine gemeinsame Presseerklärung herauszugeben. Recherchen des Historikers und Journalisten Stephan Klemm indes ergaben, dass ein solches Kommuniqué nicht verfasst wurde. Vielmehr sei „sehr wahrscheinlich“, dass zwei Telegramme von Mitterrand und Schmidt „im Laufe der Jahrzehnte nach dem Verfahren der Stillen Post zu einem einzigen zusammengemischt und mit dem Titel 'Gemeinsames Kommuniqué' versehen wurden“.

## Daten zum Spiel

### BR Deutschland – Frankreich 3:3 n.V. (1:1, 1:1), 5:4 i.E.

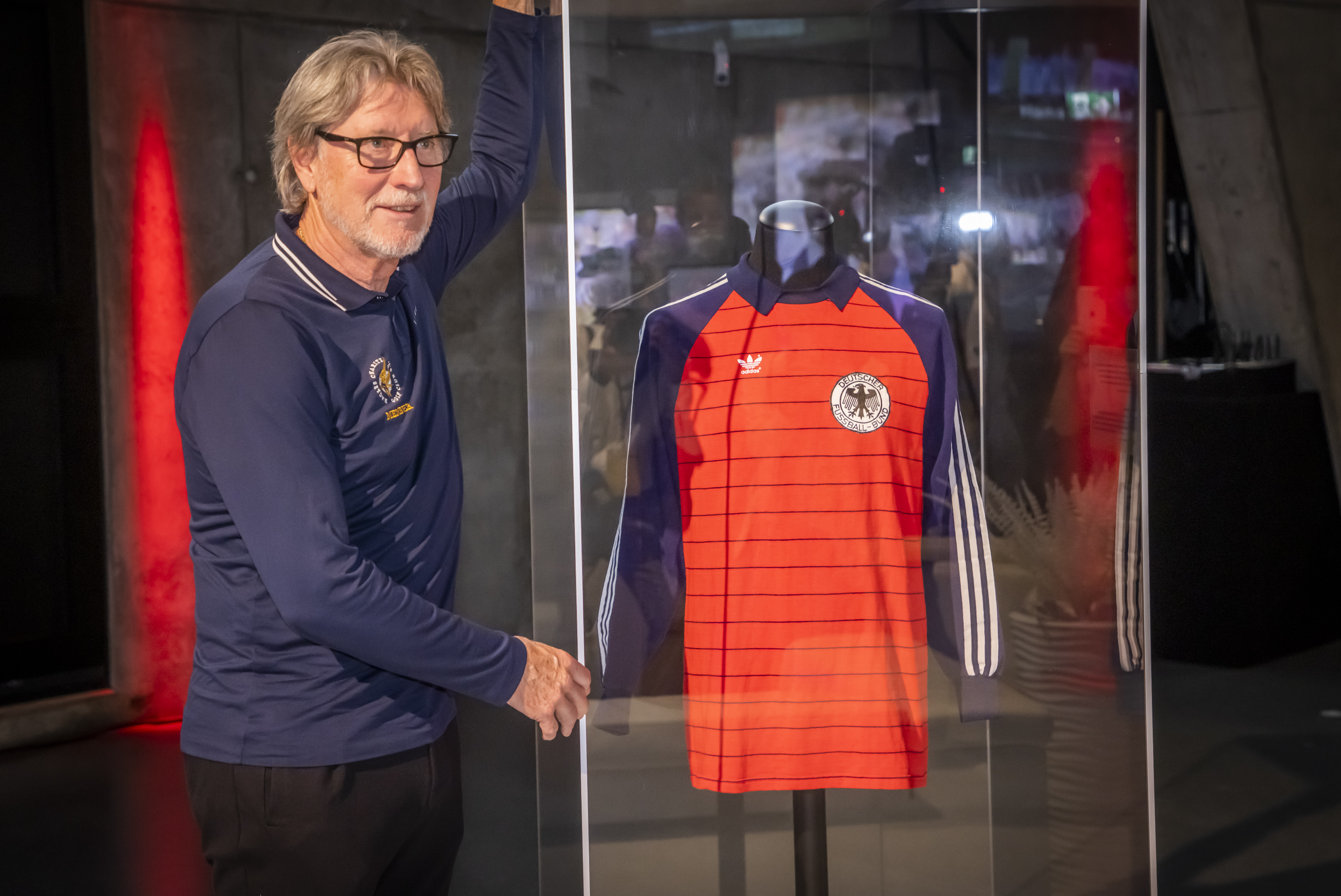
Toni Schumacher mit seinem Trikot aus dem WM-Halbfinale 1982 im Deutschen Fußballmuseum

| BR Deutschland                                                                    | BR Deutschland | Frankreich | Frankreich |
| --------------------------------------------------------------------------------- | --- | --- | ---------- |
| BR Deutschland                                                                    | \| 2. Halbfinale \| \| Donnerstag, 8. Juli 1982 um 21:00 Uhr in Sevilla, (Estadio Ramón Sánchez Pizjuán) \| \| Zuschauer: 70.000 \| \| Schiedsrichter: Charles Corver ( Niederlande) \| \| Spielbericht \|                                                           | \| 2. Halbfinale \| \| Donnerstag, 8. Juli 1982 um 21:00 Uhr in Sevilla, (Estadio Ramón Sánchez Pizjuán) \| \| Zuschauer: 70.000 \| \| Schiedsrichter: Charles Corver ( Niederlande) \| \| Spielbericht \|                                                 | Frankreich |
| BR Deutschland                                                                    | Toni Schumacher – Uli Stielike – Manfred Kaltz , Karlheinz Förster, Bernd Förster – Wolfgang Dremmler, Paul Breitner, Felix Magath (73. Horst Hrubesch), Hans-Peter Briegel (97. Karl-Heinz Rummenigge) – Pierre Littbarski, Klaus Fischer Cheftrainer: Jupp Derwall | Jean-Luc Ettori – Marius Trésor – Manuel Amoros, Gérard Janvion, Maxime Bossis – Alain Giresse, Jean Tigana, Michel Platini , Bernard Genghini (50. Patrick Battiston / 60. Christian Lopez) – Dominique Rocheteau, Didier Six Cheftrainer: Michel Hidalgo | Frankreich |
| BR Deutschland                                                                    | 1:0 Littbarski (17.) 2:3 Rummenigge (102.) 3:3 Fischer (108.) | 1:1 Platini (26., Foulelfmeter) 1:2 Trésor (92.) 1:3 Giresse (98.) | Frankreich |
| BR Deutschland                                                                    | Elfmeterschießen | | Frankreich |
| BR Deutschland                                                                    | 1:1 Kaltz 2:2 Breitner 2:3 Stielike scheitert an Ettori 3:3 Littbarski 4:4 Rummenigge 5:4 Hrubesch | 0:1 Giresse 1:2 Amoros 2:3 Rocheteau 2:3 Six scheitert an Schumacher 3:4 Platini 4:4 Bossis scheitert an Schumacher | Frankreich |
| BR Deutschland                                                                    | B. Förster (46.) | Giresse (35.), Genghini (40.) | Frankreich |
| 2. Halbfinale                                                                     | | |            |
| Donnerstag, 8. Juli 1982 um 21:00 Uhr in Sevilla, (Estadio Ramón Sánchez Pizjuán) | | |            |
| Zuschauer: 70.000                                                                 | | |            |
| Schiedsrichter: Charles Corver ( Niederlande)                                     | | |            |
| Spielbericht                                                                      | | |            |

## Sonderausstellung
2022, zum 40. Jahrestag des Spiels, zeigte das Deutsche Fußballmuseum in Dortmund eine Sonderschau zur Nacht von Sevilla (6. Juli 2022 bis 12. Oktober 2022). Die multimediale Ausstellung beleuchtete das Spiel aus der deutschen und französischen Perspektive. Zur Ausstellungseröffnung am 6. Juli 2022 kamen zahlreiche Spieler der damaligen deutschen Nationalmannschaft: Toni Schumacher, Paul Breitner, Manfred Kaltz, Uli Stielike, Felix Magath, Pierre Littbarski, Klaus Fischer, Hansi Müller und Winfried Hannes. Moderiert wurde die Eröffnungsveranstaltung von Katrin Müller-Hohenstein. In einer szenischen Lesung rezitierte Schauspieler Peter Lohmeyer den fünfaktigen Theatertext „Die Nacht von Sevilla“ von Manuel Neukirchner.

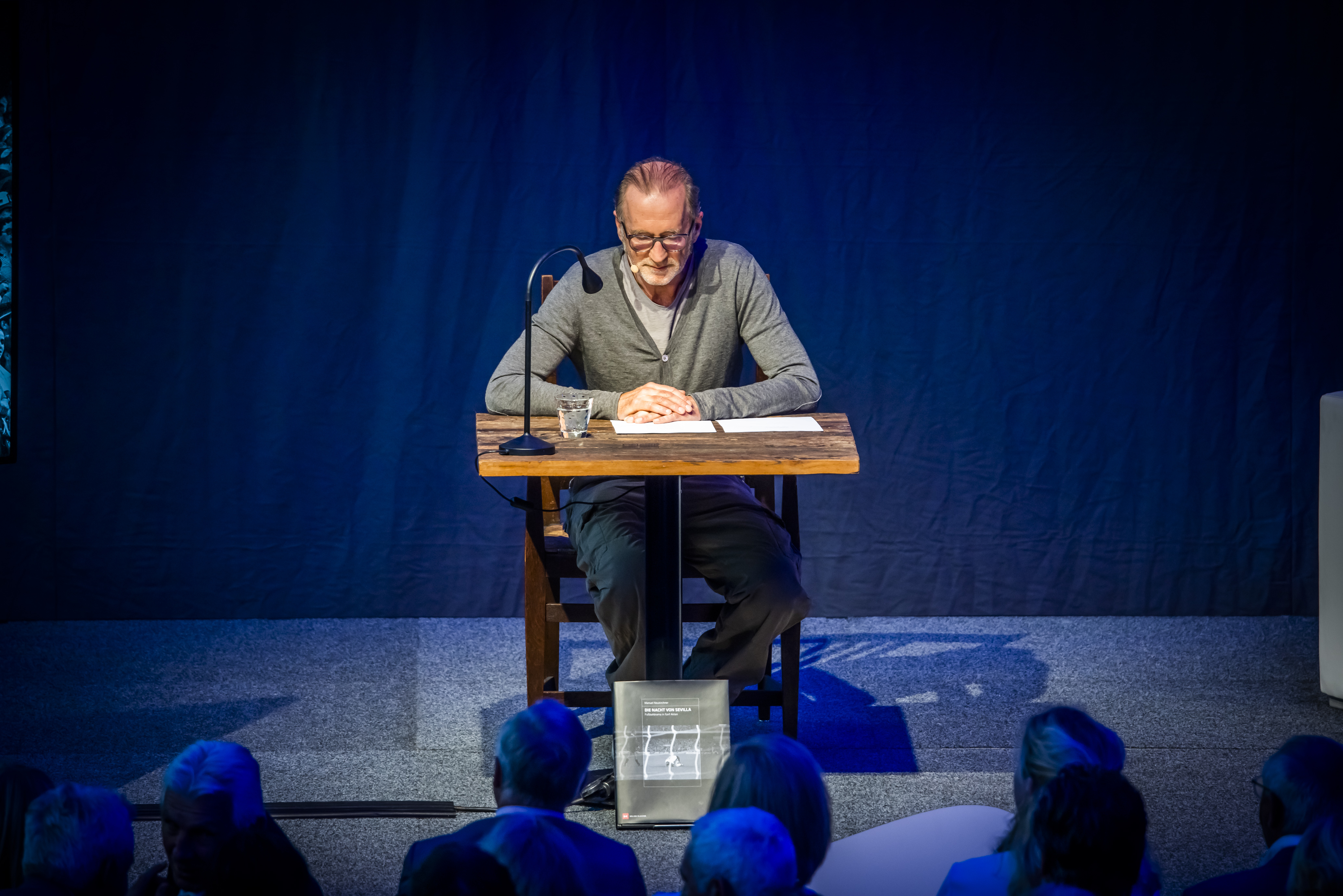
Szenische Lesung von „Die Nacht von Sevilla. Fußballdrama in fünf Akten“ mit Peter Lohmeyer.

## Nacherzählung in der Literatur
Zum 40. Jahrestag veröffentlichte Manuel Neukirchner den Theatertext „Die Nacht von Sevilla. Fußballdrama in fünf Akten“. Die Halbfinal-Begegnung wird dabei als fünfaktiges Schauspiel dargestellt. In dem Werk verwendet der Autor für seine Figurenrede collagenhaft ausschließlich originale Aussagen der Protagonisten aus Autobiografien, Interviews, Dokumentationen und eigenen Gesprächen. Kristian Teetz vom Redaktionsnetzwerk Deutschland attestiert Neukirchner, mit dem Fünfakter eine Brücke zwischen dem Fußball und der Literatur gebaut zu haben. Der ehemalige Nationalspieler Paul Breitner äußerte sich über das Drama: „Dieses Stück ist unterhaltsam, hochgradig spannend und mindestens so gut wie die mehr als zwei realen Stunden im Stadion von Sevilla.“